# Sahra Wagenknecht
Sahra Wagenknecht (Jena, 16. srpnja 1969.) njemačka je političarka i novinarka.
Bila je članica saveznog predsjedništva PDS-a od 1991. do 1995. te od 2000. do 2007. godine kada je ta stranka ujedinjena s WASG-om u stranku Die Linke. U ujedinjenoj stranici Die Linke je dugo vremena glasila kao komunistica i predvodnica lijevog krila stranke. Od 2004 do 2009. bila je zastupnica u Europskom parlamentu te od 2010. do 2014. potpredsjednica stranke. Od 2009. je zastupnica u njemačkom parlamentu. Dana 8. siječnja 2024. je zajedno s Amirom Mohamed Ali osnovana novu stranku Savez Sahra Wagenknecht – Razum i Pravda.